# Ben Bova
Benjamin William Bova (8. listopadu 1932 Filadelfie, Pensylvánie – 29. listopadu 2020 Naples) byl americký spisovatel science fiction.
Ve svém rodném městě se také v roce 1953 oženil s Rose Cucinottou a v roce 1954 získal bakalářský titul (B.S.) z žurnalistiky na Tempel University. Patnáct let pracoval v leteckém průmyslu. Již v této době začal psát SF: první knihou byla The Star Conquerors v roce 1959, jeho první povídka A Long Way Back se objevila v roce 1960. Od roku 1971 do roku 1978 byl editorem časopisu Analog Science Fiction, během této doby získal šestkrát cenu Hugo pro nejlepšího profesionálního editora. Poté přešel do časopisu Omni, kde zůstal až do roku 1982.
Vyučoval sci-fi na Harvardu a přednášel v newyorském Haydenově planetáriu. Bova psal o technice pro projekt Vanguard (konstrukce první americké umělé družice Vanguard I) a byl marketingovým manažerem Avco Everett Research Laboratory, kde se setkal s mnoha špičkovými vědci v oborech laserů, umělých srdcí a dalších pokročilých technologií. Byl emeritním prezidentem Národní vesmírné společnosti (National Space Society – NSS) a prezidentem SFWA (Science-fiction and Fantasy Writers of America).

## Dílo

### Grand Tour
Planety
- Mars, Paseka, 1995, ISBN 80-85192-96-9 (Mars, 1992)
- Moonrise, 1996
- Moonwar, 1998
- Return to Mars, 1999
- Venus, 2000
- Jupiter, 2001
- Saturn, 2002
- Mercury, 2005
- Titan, dosud nevyšlo

The Asteroid Wars
- The Precipice, 2001
- The Rock Rats, 2002
- The Silent War, 2004
- Powersat, 2005

### Exiles
- Exiled from Earth, 1971
- Flight of Exiles, 1972
- End of Exile, 1975

### Kinsman
- Millenium, 1976
- Kinsman, 1979

### Orion
- The Star Conquerors, 1959
- Star Watchman, 1964
- The Dueling Machine, 1969
- As on a Darkling Plain, 1972
- Escape Plus, 1984
- Orion, 1984
- Vengeance of Orion, 1988
- Orion in the Dying Time, 1990
- Orion and the Conqueror, 1994

### Privateers
- Empire Builders, 1985
- Privateers, 1985

### Voyagers
- Voyagers, 1981
- The Alien Within, 1986
- Star Brothers, 1990

### Další romány
- THX 1138, 1971 — podle filmu THX 1138
- The Starcrossed, 1975
- The Multiple Man, 1976
- Colony, 1978
- Test of Fire, 1982
- The Winds of Altair, 1983
- The Astral Mirror, 1985
- Test of Fire, 1985
- City of Darkness, 1986
- Prometheans, 1986
- Star Peace: Assured Survival, 1986
- Battle Station, 1987
- Welcome to Moonbase, 1987
- The Peacekeepers, 1988
- Cyberbooks, 1989
- Future Crime, 1990
- The Trikon Deception, 1992 — spoluautor William Pogue
- Sam Gunn, Unlimited, 1992
- Triumf, Paseka, 1994, ISBN 80-85192-82-9 (Triumph, 1993) — román z alternativní historie, kde se Winston Churchill rozhodl zabít Stalina o tom, jak to provést, kdo by pak dobyl Berlín a jaké by to mělo následky.
- Death Dream, 1994
- The Watchmen, 1994
- Brothers, 1995

## Ocenění
- Cena Hugo
  - 1974, 1975, 1975, 1976, 1977, 1978 – profesionální editor